# Дон Франко і Дон Чіччо у рік суперечок
«Дон Франко і Дон Чіччо у рік суперечок» (італ. Don Franco e don Ciccio nell'anno della contestazione) — італійська кінокомедія 1970 року, знята режисером Маріно Джіроламі на кіностудії «New Film Production».

## Сюжет
Дон Франко і Дон Чіччо є парафіяльними священиками двох різних парафій у сицилійському селі Рокапіззоне: перший з церкви Сант-Антоніо, другий зі Священного Серця Ісуса. Вони абсолютно різні: Дон Франко — більш сучасний, читає месу італійською мовою, співчуває молодим протестувальникам, а старомодний Дон Чіччо вважає, що месу слід читати лише латиною і займає жорстку антикомуністичну позицію.

## У ролях
- Франко Франкі: Дон Франко
- Чіччо Інграсса: Дон Чіччо
- Едвіж Фенек: Анна Беллінцоні
- Еніо Джіроламі: лейтенант
- Івонн Сенсон: Донна Камілла
- Умберто Д'Орсі: Ораціо Чаччамо
- Ліно Банфі: Козіміно
- Лука Спортеллі: Марешалло
- Енцо Андроніко: Дон Мімі Нікастро
- Ренато Малавазі: Джеймс Беллінцоні
- Мірелла Памфілі: Пані Ріонелло
- Альфредо Адамі: футбольний арбітр
- Альфредо Ріццо: ветеринар
- Еді Б'яджетті: інженер Ріонелло
- Аттіліо Доттесіо: Гаетано

## Знімальна група
- Режисер: Маріно Джіроламі
- Сценарій: Маріно Джіроламі, Амедео Соллаццо
- Продюсер: Едмондо Аматі
- Оператор: Маріо Фйоретті, Альберто Фузі
- Художник: Тоніно Фраталоккі
- Композитор: П'єро Умільяні
- Монтаж: Вінченцо Томаззі